# クリスチャン・アンティドーミ
クリスチャン・アンティドーミ（Christian Antidormi、1992年5月20日 - ）は、オーストラリアの俳優。

## 出演作品
- スパルタカスIII ザ・ファイナル（ティベリウス・クラッスス）